# Челано
Чела̀но (на италиански: Celano) е град и община в Южна Италия, провинция Акуила, регион Абруцо. Разположен е на 860 m надморска височина. Населението на общината е 11 184 души (към 2010 г.). Градът се намира в историко-географската област Марсика (по името на древното племе марси) в подножието на планинския масив Сирента. Селището е разположено в периферията на долината Фучино, заемаща дъното на пресушеното езеро Фучино.